# Villebougis
Villebougis és un municipi francès, situat al departament del Yonne i a la regió de Borgonya - Franc Comtat. L'any 2007 tenia 590 habitants.

## Demografia

### Població
El 2007 la població de fet de Villebougis era de 590 persones. Hi havia 222 famílies, de les quals 44 eren unipersonals (24 homes vivint sols i 20 dones vivint soles), 69 parelles sense fills, 89 parelles amb fills i 20 famílies monoparentals amb fills.
La població ha evolucionat segons el següent gràfic:
Habitants censats

### Habitatges
El 2007 hi havia 295 habitatges, 224 eren l'habitatge principal de la família, 59 eren segones residències i 12 estaven desocupats. Tots els 294 habitatges eren cases. Dels 224 habitatges principals, 206 estaven ocupats pels seus propietaris, 13 estaven llogats i ocupats pels llogaters i 4 estaven cedits a títol gratuït; 17 tenien dues cambres, 34 en tenien tres, 49 en tenien quatre i 123 en tenien cinc o més. 168 habitatges disposaven pel capbaix d'una plaça de pàrquing. A 89 habitatges hi havia un automòbil i a 129 n'hi havia dos o més.

### Piràmide de població
La piràmide de població per edats i sexe el 2009 era:
| Homes | Edats   | Dones |
| ----- | ------- | ----- |
| 0     | 95 o +  | 0     |
| 4     | 90 a 94 | 0     |
| 4     | 85 a 89 | 0     |
| 0     | 80 a 84 | 0     |
| 0     | 75 a 79 | 4     |
| 16    | 70 a 74 | 0     |
| 8     | 65 a 69 | 24    |
| 12    | 60 a 64 | 16    |
| 20    | 55 a 59 | 8     |
| 12    | 50 a 54 | 20    |
| 8     | 45 a 49 | 12    |
| 24    | 40 a 44 | 28    |
| 32    | 35 a 39 | 12    |
| 16    | 30 a 34 | 20    |
| 20    | 25 a 29 | 16    |
| 8     | 20 a 24 | 4     |
| 16    | 15 a 19 | 20    |
| 20    | 10 a 14 | 20    |
| 20    | 5 a 9   | 20    |
| 4     | 0 a 4   | 20    |

## Economia
El 2007 la població en edat de treballar era de 382 persones, 297 eren actives i 85 eren inactives. De les 297 persones actives 279 estaven ocupades (160 homes i 119 dones) i 17 estaven aturades (8 homes i 9 dones). De les 85 persones inactives 32 estaven jubilades, 35 estaven estudiant i 18 estaven classificades com a «altres inactius».

### Ingressos
El 2009 a Villebougis hi havia 238 unitats fiscals que integraven 667 persones, la mediana anual d'ingressos fiscals per persona era de 20.608 €.

### Activitats econòmiques
Dels 19 establiments que hi havia el 2007, 1 era d'una empresa de fabricació d'altres productes industrials, 9 d'empreses de construcció, 3 d'empreses de comerç i reparació d'automòbils, 1 d'una empresa de transport, 2 d'empreses d'informació i comunicació, 2 d'empreses de serveis i 1 d'una entitat de l'administració pública.
Dels 9 establiments de servei als particulars que hi havia el 2009, 1 era un taller de reparació d'automòbils i de material agrícola, 4 paletes, 1 fusteria, 1 lampisteria i 2 electricistes.
L'any 2000 a Villebougis hi havia 9 explotacions agrícoles que ocupaven un total de 786 hectàrees.

## Equipaments sanitaris i escolars
El 2009 hi havia una escola elemental.

## Poblacions més properes
El següent diagrama mostra les poblacions més properes.